# Magdalena Grotter

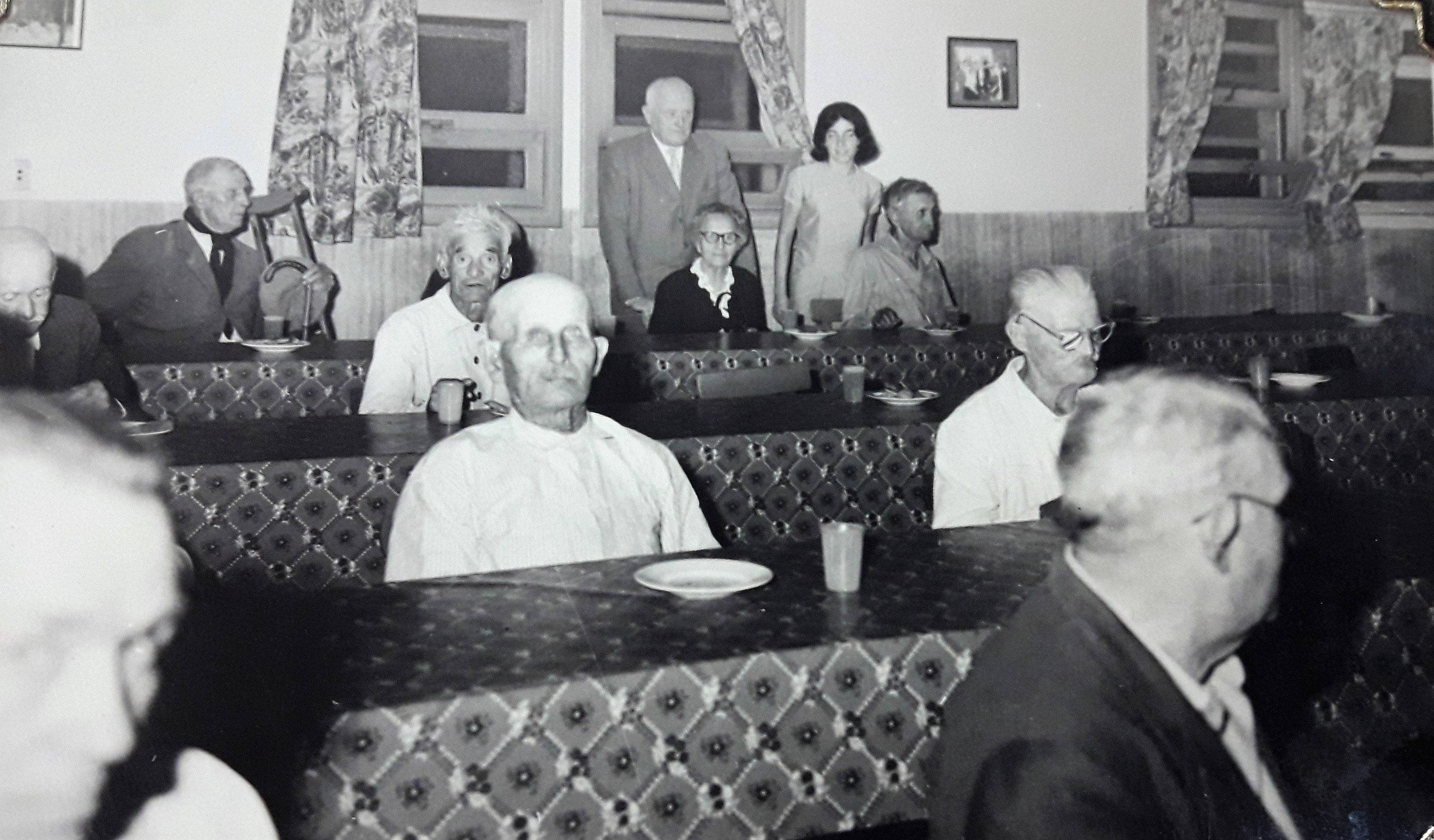
Magdalena con sus viejitos, como le gustaba decirle, en el Hogar de Ancianos

Magdalena Grotter (Humboldt, 18 de marzo de 1882-Rafaela, 5 de abril de 1972) fue una benefactora argentina que tuvo la ciudad de Rafaela, quien dedicó su vida a la caridad, ayudando a los más necesitados, despojándose de todos sus bienes materiales. Impulsó la construcción de la Capilla Santa María Magdalena del Hospital de Caridad y el Hogar de Ancianos y también presidió la Sociedad de Damas de Beneficencia.

## Biografía
Nació el 18 de marzo de 1882, en Humboldt. Sus padres fueron Francisca Weiss y Federico Grotter. Luego se trasladó a Presidente Roca. En 1913 se casó con Ciro Lorenzi (enviudó a los pocos meses) y años después se mudó a Rafaela, donde desarrolló su tarea benéfica, “la luz que sirvió de guía a su larga existencia”.
De raíz religiosa protestante se convirtió al catolicismo y se bautizó en 1925.
Presidió durante mucho tiempo la Sociedad de Damas de Beneficencia (1933-1939) que brindaba asistencia sanitaria gratuita a personas sin recursos, y fueron quienes impulsaron la construcción del Hospital de Caridad.
Falleció el 5 de abril de 1972, a los 90 años y sus restos fueron velados en la Capilla Santa María Magdalena y llevados al panteón familiar en el cementerio de Roca.
En notas del diario La Opinión de Rafaela con motivo de su fallecimiento en 1972, la recuerdan: 

“Miles de habitantes de Rafaela la recordarán andando lentamente las calles golpeando las puertas de vecinos y amigos, solicitando ayuda a los demás. Los desválidos recurrían a ella. Puso su fortuna familiar en favor de las necesidades de los otros y vivió humildemente como se lo mandaba su convicción de cristiana ferviente. Para reafirmar esto basta señalar que la Municipalidad desde hace varios años le otorgaba una pensión en mérito a sus tantas obras de bien y a su desprendimiento material, que la dejaron sin más recursos que sus incontables amigos, el respeto de cuantos la trataban, el cariño de quienes recibieron la tibieza de su mano hermana.”
La Opinión, Rafaela

Urbano Poggi la definía de la siguiente manera: “Se olvidó de sí misma en presencia del sufrimiento ajeno. No tuvo hijos, pero muchos la llamaron madre y son más los que la recordarán como tal.”
Entre sus reconocimientos estuvo el haber recibido de manos del pintor y muralista Quinquela Martín la condecoración de la Orden del Tornillo; una calle de la ciudad lleva su nombre como Magdalena de Lorenzi, en barrio 9 de julio de norte a sur pasa frente al Hogar de Ancianos y una Plazoleta que también lleva su nombre.

## Obras
Impulsó la creación de la Capilla Santa María Magdalena del Hospital de Caridad (hoy “Dr. Jaime Ferré”) porque pensaba que era necesario tener un lugar de oración para la gente que estaba en el Hospital y para facilitar la cercanía, habiendo donado los recursos necesarios para su construcción, que fura realizada por la empresa Caligaris Hnos. Inaugurada en 1926. El nombre de la Capilla se debe a que para ella María Magdalena era el claro ejemplo de la misericordia de Jesús. La Capilla se encuentra ubicada sobre calle Lisandro de la Torre frente a la Plaza 9 de julio en el barrio que lleva el mismo nombre. También, mientras presidía la Sociedad de Damas de Beneficencia, fue la impulsora del Hogar de Ancianos, fundado en 1939, de gran importancia porque hasta el momento no había un lugar para estas personas donde “se cobijaron todos aquellos que, necesitados de cariño y cuidado en los últimos años de su vida, hicieron de él un hogar. Hoy lleva su nombre. Siendo ambas obras duraderas hasta la actualidad. La Capilla se encuentra en proceso de restauración llevado adelante por la asociación Amigos de la Capilla Santa María Magdalena.

## Homenaje
Con motivo de sus 80 años en 1962 se le realizó un homenaje por parte de la Asociación Cooperadora del Hospital de Zona “Dr. Jaime Ferré”, de quien era presidenta honoraria, “en reconocimiento a su amplia labor desarrollada en favor de la beneficencia en la ciudad de Rafaela”. Realizándose una gran convocatoria a instituciones de la ciudad, la provincia y del país, recibiendo gran cantidad de adhesiones.

## Reportaje

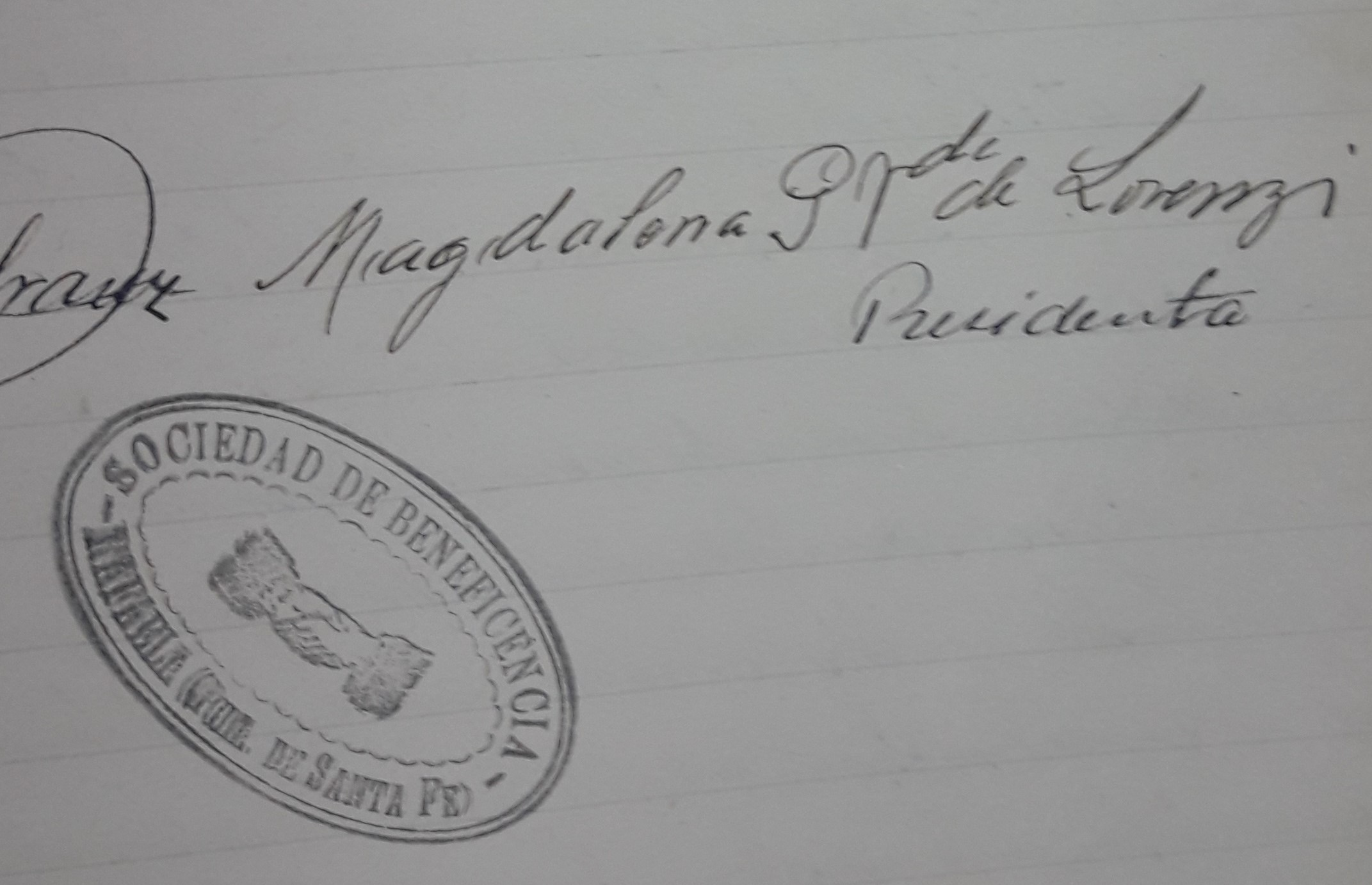

El 6 de enero de 1962 LT9 Radio Santa Fe le efectuó un reportaje donde le preguntaron, “¿Desde qué época data su actuación noble y desinteresada en las Instituciones Benéficas de Rafaela?”. Respondiendo Magdalena: “Hace más de 40 años, he sentido la inclinación a ayudar al inválido, al desvalido, al enfermo y el necesitado, dándoles no solo ayuda material, sino también el necesario apoyo moral y la fuerza espiritual que se requiere para restañar las heridas infligidas por la miseria y el desamparo a las esperanzas puestas en un futuro mejor.